# 296950 Robertbauer
296950 Robertbauer este o planetă minoră (asteroid), cu un diametru de 5,061 km, din centura de asteroizi. A fost descoperită pe 4 martie 2010 la Wide-field Infrared Survey Explorer⁠(d) de Wide-field Infrared Survey Explorer⁠(d). 
Obiectul prezintă o orbită caracterizată de o semiaxă mare de 3,1566542207716 UAi, o excentricitate de 0,18, o înclinație de 30,1 ° în raport cu ecliptica.